# 로터스 브리지

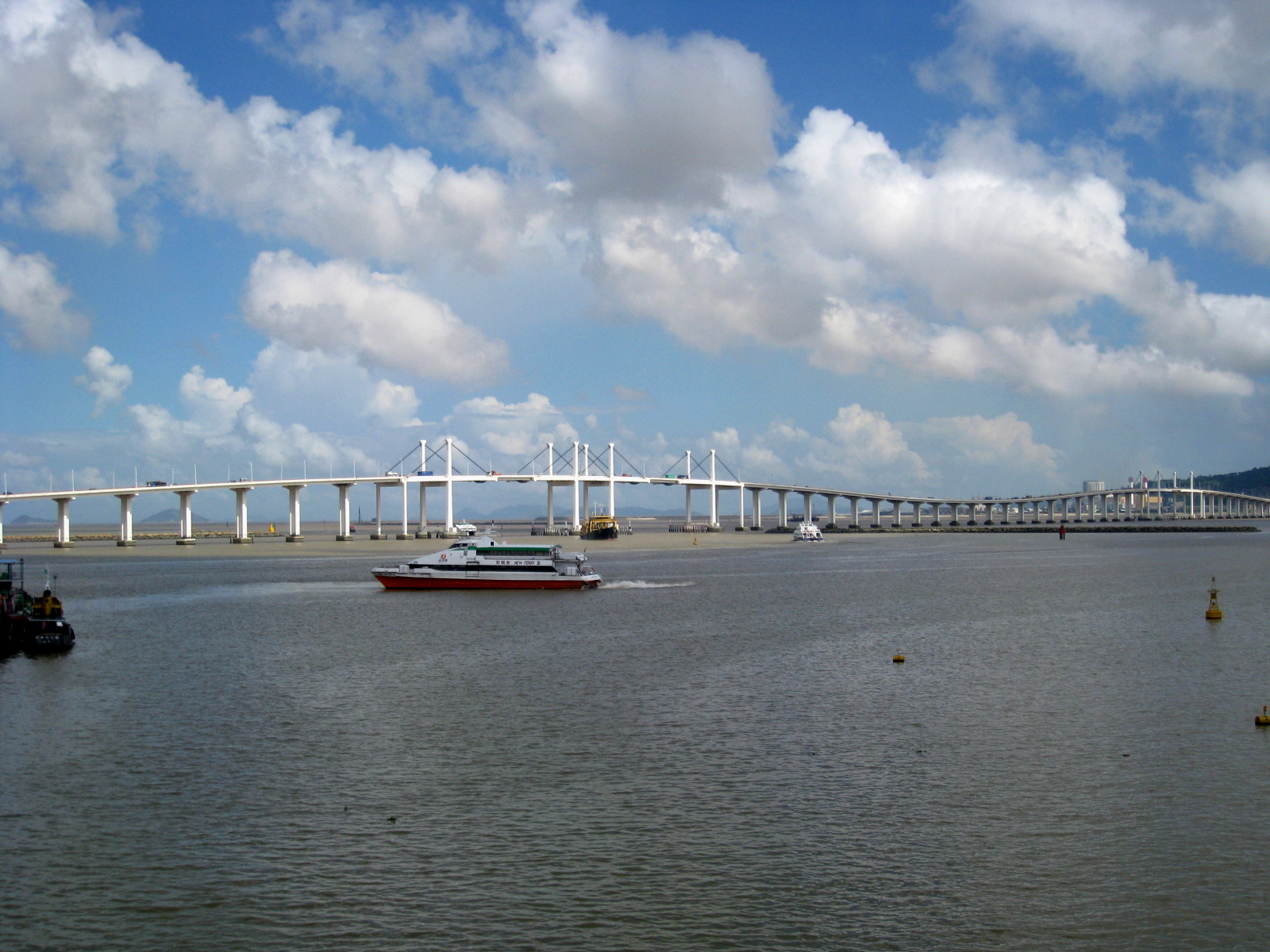
로터스 브리지

로터스 브리지(중국어: 蓮花大橋, 한자음: 연화대교, 문화어: 련화대교, 포르투갈어: Ponte Flor de Lótus)는 마카오와 주하이 시를 연결하는 다리이며 마카오로 진입할 때 꽈배기처럼 통행방식이 변경된다.

## 사진

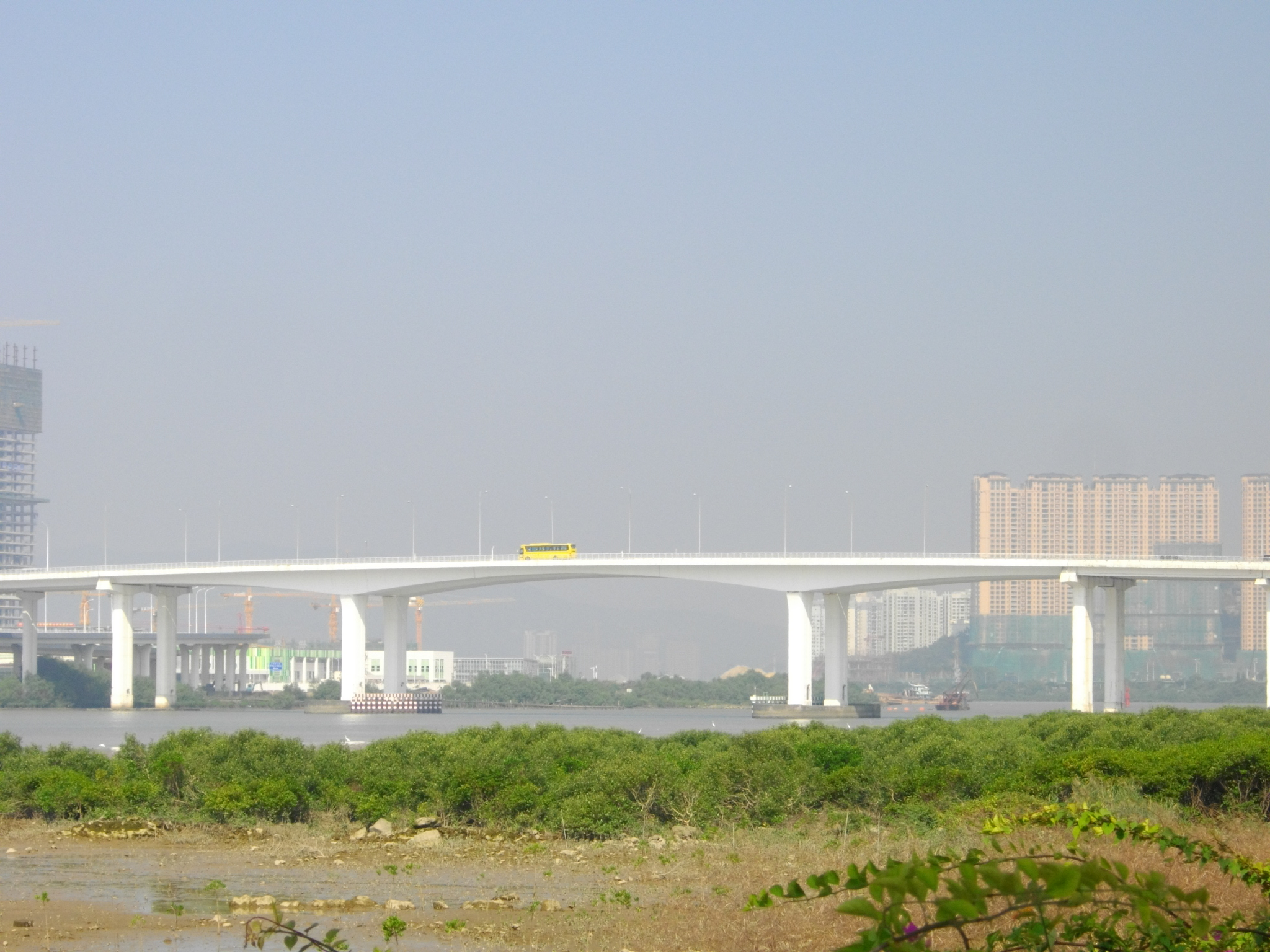
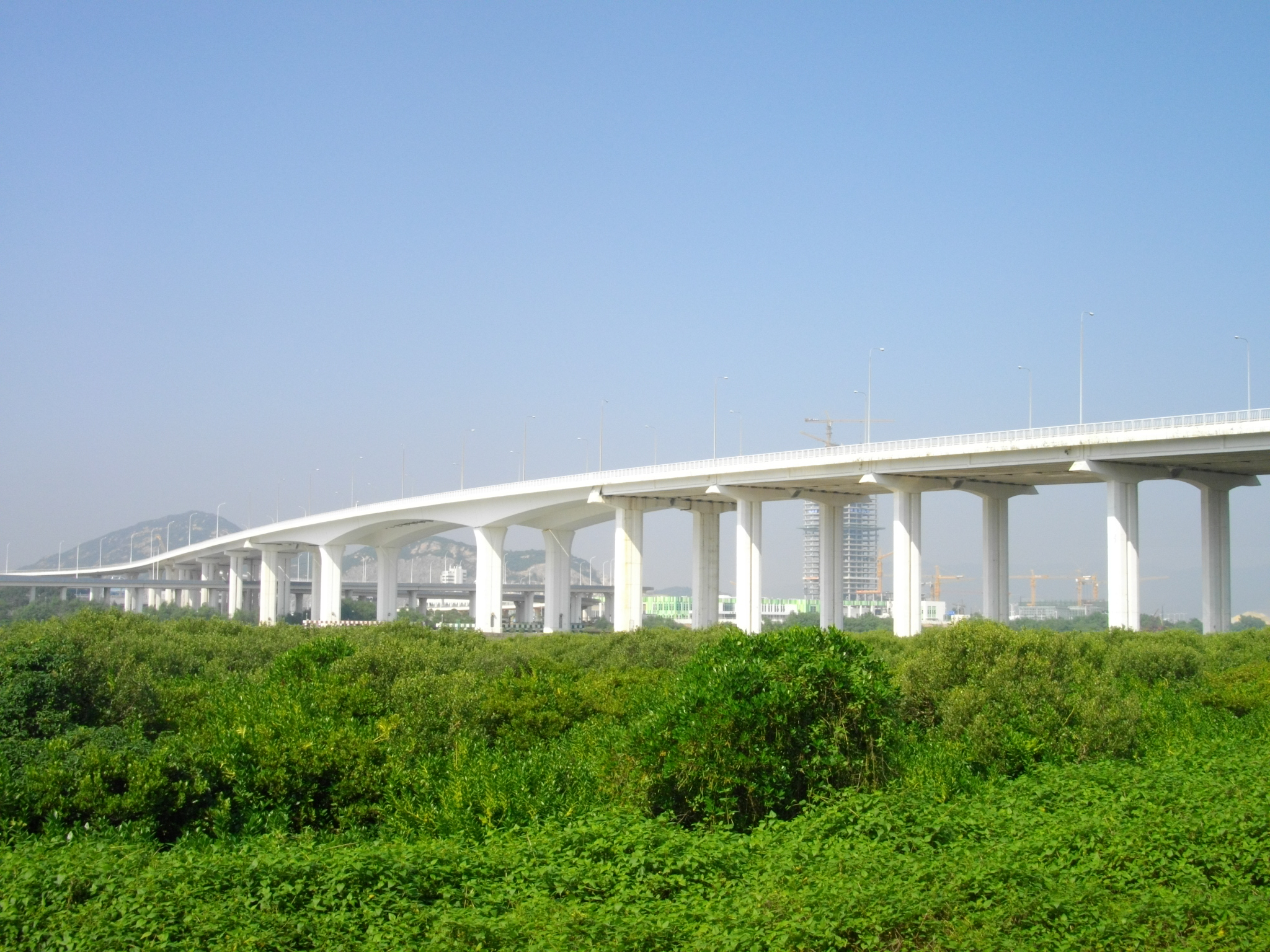
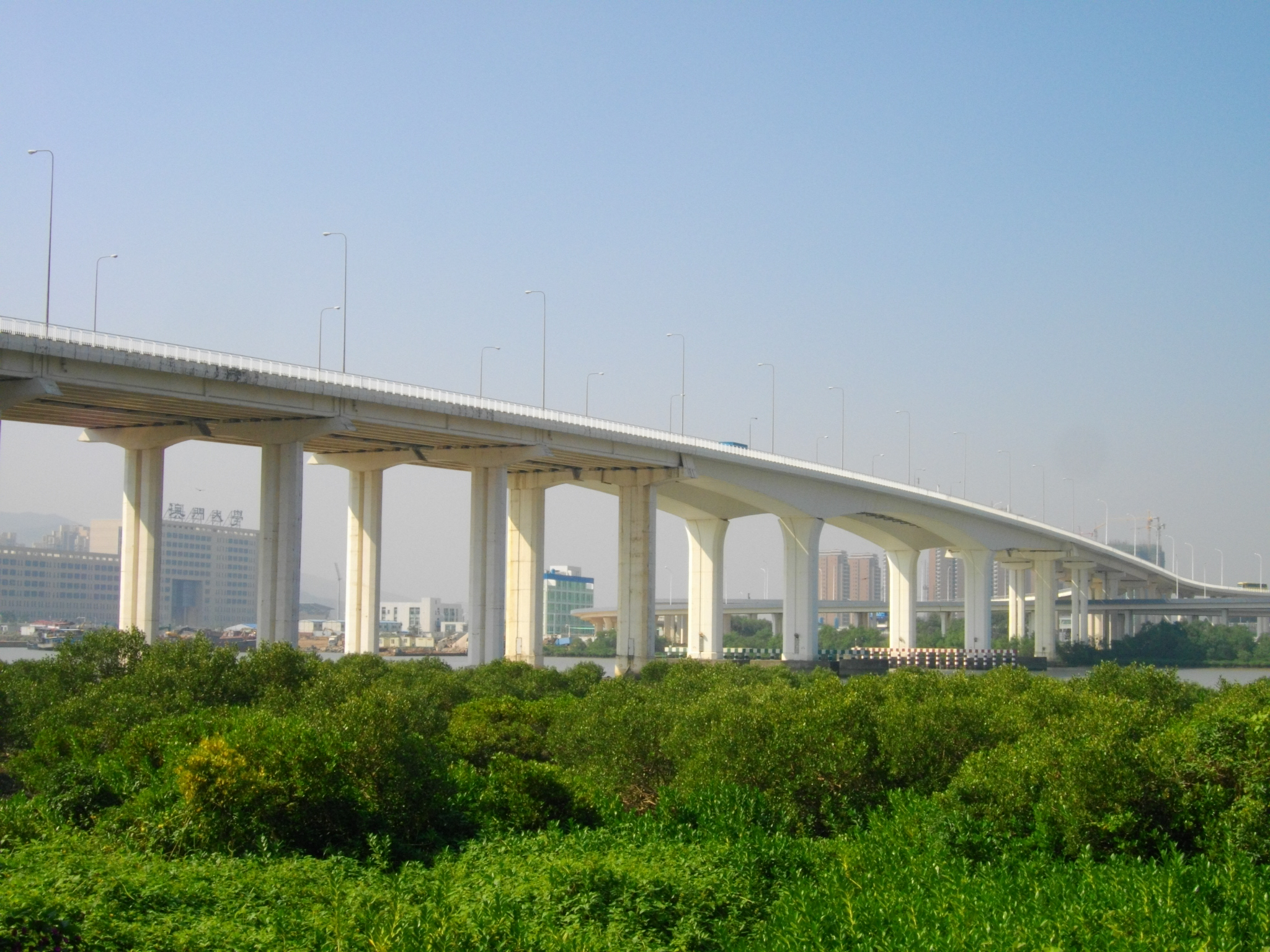